# Real Academia de Medicina de Castilla-La Mancha
La Real Academia de Medicina de Castilla-La Mancha es una institución oficial científica de la comunidad autónoma española de Castilla-La Mancha, con sede en la ciudad de Albacete.
Forman parte de ella 35 académicos de número elegidos entre los profesionales sanitarios más prestigiosos de la región, los cuales asesoran a las instituciones de la comunidad autónoma, desde el Tribunal Superior de Justicia hasta el Gobierno.

## Historia
El origen de la Real Academia de Medicina de Castilla-La Mancha es la Sociedad de Medicina y Cirugía de Albacete, que se constituyó en 1968 como asociación de carácter privado para el fomento y estudio de las ciencias médicas en todas sus ramas. Con estas premisas fue creada por el Gobierno de Castilla-La Mancha el 22 de octubre de 2019 la Real Academia de Medicina de Castilla-La Mancha. En la actualidad está en proceso de nombrar a los 35 académicos que formaran parte de ella entre los médicos y miembros de otras profesiones afines más destacados de la región, los cuales asesorarán a las instituciones de la comunidad autónoma, desde el Tribunal Superior de Justicia hasta el Gobierno.
El solemne acto de apertura de la Real Academia de Medicina de Castilla-La Mancha tuvo lugar el 13 de febrero de 2019 con la presencia de numerosas personalidades de la región.

## Sede
La Real Academia de Medicina de Castilla-La Mancha tiene su sede en Albacete. Su sede se sitúa en la Posada del Rosario, edificio histórico del siglo XVI situado en el centro de la capital.

## Emblema y distintivos
El emblema de la academia está constituido por el escudo de la Real Academia Nacional de Medicina y la bandera de la Junta de Comunidades de Castilla-La Mancha, símbolo de la ciencia, y la serpiente, símbolo de la medicina, y en el reverso figura el nombre de Real Academia de Medicina de Castilla-La Mancha. Hay matices en la diferencia de académico o académica de número y correspondiente. El cordón tiene los colores oficiales de la bandera de la comunidad autónoma de Castilla-La Mancha.

## Presidentes
- Pedro Juan Tárraga López (primer presidente de la institución sucesora de la Sociedad de Medicina y Cirugía de Albacete desde 2019)